# Jaime Mirtenbaum Zenamon
Jaime Mirtenbaum Zenamon (geboren 1953 in La Paz, Bolivien) ist ein bolivianischer klassischer Gitarrist und Komponist.
Zenamon studierte Gitarre und Komposition in Israel, Spanien und Portugal wie auch in Südamerika. Von 1980 bis 1992 unterrichtete er an der West-Berliner Hochschule der Künste (HdK). Er lebt nun in Curitiba, Brasilien.
Zusätzlich zu fortgeschrittenem Konzertrepertoire hat Zenamon eine Anzahl von Stücken für Anfänger und Mittelstufe komponiert, die in Sammlungen für studentische Gitarrenliteratur Aufnahme fanden (u. a. Edition Margaux/Verlag Neue Musik).